# Рустемов, Нурбах Турарович
Нурбах Турарович Рустемов (каз. Нұрбах Тұрарұлы Рүстемов; род. 31 января 1965, Туркестан, Южно-Казахстанская область, Казахская ССР, СССР) — казахстанский государственный и политический деятель, дипломат, кандидат экономических наук (2002).

## Биография
Родился 31 января 1965 года в городе Туркестан Южно-Казахстанской области.
В 1986 году окончил Алматинский педагогический институт иностранных языков по специальности учитель английского языка.
В 1989 году окончил Высшую комсомольскую школу при ЦК ВЛКСМ по специальности политолог.
Окончил Дипломатическую академию ЕНУ им. Л. Н. Гумилева по специальности «специалист в области международных отношений» и Казахстанско-Российский университет по специальности юрист.
В 2002 году защитил учёную степень кандидата экономических наук, тема диссертации: «Стратегическое планирование в социальной сфере народного хозяйства Республики Казахстан».
Дипломатический ранг — Чрезвычайный и Полномочный Посланник 1 класса.
Владеет английским и турецким языками.

## Трудовая деятельность
С 1986 по 1987 годы — Учитель английского языка СШ № 1 города Туркестана.
С 1987 по 1990 годы — Секретарь Туркестанского горкома, ответственный организатор, заместитель заведующего отделом ЦК ЛКСМ Казахстана.
С 1990 по 1992 годы — Эксперт АО «Казхинторг», заведующий отделом Чимкентского обкома ЦК ЛКСМ Казахстана.
С 1992 по 1997 годы — Секретарь, заведующий отделом, заместитель начальника, начальник управления Госпротокола Министерства иностранных дел Республики Казахстан.
С 1997 по 1999 годы — Заведующий протокольно-организационным отделом Канцелярии Премьер-Министра Республики Казахстан.
С 1999 по 2009 годы — Депутат Мажилиса Парламента Республики Казахстан II, III, IV созывов т избирательного округа № 66 Южно-Казахстанской области. Председатель Комитета по международным делам, обороне и безопасности.
С 2009 по 2010 годы — Чрезвычайный и полномочный посол Республики Казахстан в Исламской Республике Иран.
С 2010 по 2013 годы — Посол по особым поручениям Министерства иностранных дел Республики Казахстан.
С апрель 2013 года — Чрезвычайный и полномочный посол Республики Казахстан в Венгрии.
С октябрь 2013 года — Чрезвычайный и Полномочный Посол Республики Казахстан в Республике Сербии, Бывшей Югославской Республике Македонии по совместительству.

## Научные, литературные труды
Научные труды: «Стратегическое планирование социальной сферы народного хозяйства РК»;
Автор книг: «Стратегия развития социальной сферы Казахстана», «Прогнозирование социального развития Республики Казахстан», «Формирование стратегии развития социальной инфраструктуры» и др.

## Награды
- Памятная медаль «Астана» (1998)
- Орден Курмет (2005)[4]
- Орден «Содружество» (2009) (МПА СНГ)[5]
- Орден Парасат (Казахстан 2016 года)[6]
- Кавалер ордена Заслуг (2019, Венгрия)[7]
- Орден Сербского флага ІІ степени (2017, Сербия)[8]
- Медаль «МПА СНГ. 25 лет» (27 марта 2017 года, Межпарламентская ассамблея СНГ) — за заслуги в деле развития и укрепления парламентаризма, за вклад в развитие и совершенствование правовых основ функционирования Содружества Независимых Государств, укрепление международных связей и межпарламентского сотрудничества[9]
- Член-корреспондент Международной Академии психологии и менеджмента (г. Санкт-Петербург)
- Почётный профессор Международного Казахско-Турецкого Университета им. Х. А. Яссауи (г. Туркестан)
- Государственные юбилейные медали
- 2001 — Медаль «10 лет независимости Республики Казахстан»
- 2005 — Медаль «10 лет Конституции Республики Казахстан»
- 2006 — Медаль «10 лет Парламенту Республики Казахстан»
- 2008 — Медаль «10 лет Астане»
- 2011 — Медаль «20 лет независимости Республики Казахстан»
- 2016 — Медаль «25 лет независимости Республики Казахстан»